# 大卫·麦卡洛
大卫·高布·麦卡洛（David Gaub McCullough /məˈkʌlə/；1933年7月7日—2022年8月7日），或译大衛·麥可洛夫、大卫·麦卡洛夫，是一位美国通俗历史学家、作家，两度获普利策奖和国家图书奖，2006年获總統自由勳章。
麦卡洛写过不少通俗历史文学作品，涉及哈里·S·杜鲁门、约翰·亚当斯、西奥多·罗斯福、布鲁克林大桥、巴拿马运河和莱特兄弟等。他曾为多部纪录片担任旁白，主持了PBS电视纪录片系列《美国历史》十二年。
麦卡洛的两本普利策奖获奖作品《杜鲁门》和《约翰·亚当斯》分别被HBO改编成电视电影和迷你剧。

## 早年
麦卡洛出生于宾夕法尼亚州匹兹堡Point Breeze ，母亲名叫露丝（Ruth，娘家姓Rankin；1899年至1985年），父亲是克里斯蒂安·哈克斯·麦卡洛（Christian Hax McCullough，1899年至1989年），两人共育有四子。他有苏格兰、爱尔兰、英格兰、德国血统，曾就读于匹兹堡的林登大道小学（Linden Avenue Grade School）和沙迪赛德学院（Shady Side Academy）。
他小时候爱好广泛，喜欢体育和画卡通画。麦卡洛的父母和祖母经常读书给他听，平常也谈论一些历史话题。他考虑过当建筑师、演员、画家、作家、律师，也想过读医学院。
1951年，麦卡洛就读耶鲁大学，学习英语文学。他很喜欢这里的文学氛围，当时約翰·奧哈拉、约翰·赫西、罗伯特·佩恩·沃伦和布伦丹·吉尔等都在此任教。麦卡洛曾与桑顿·怀尔德共进午餐，后者教给了他一些写作技巧。
在耶鲁大学期间，他曾加入骷髅会，曾在《时代》《生活》、美国新闻署和《美国遗产》实习。1955年，他获得了英语文学学士学位，打算成为一名小说作家或剧作家。

## 写作生涯
毕业后，麦卡洛进入《体育画报》实习，后来曾在美国新闻署、《美国遗产》工作。从事编辑和写作工作十二年后，麦卡洛决定做一些自己的事情。
麦卡洛最初没打算写历史文学，但偶然发现约翰斯顿洪水是一个值得一讲的题材，因此创作了《约翰斯顿洪水》（The Johnstown Flood）一书，1968年出版，获得好评。他当时经济困难，但还是在妻子罗莎莉的鼓励下决定成为一名全职作家。
《约翰斯顿洪水》成功后，有两家新出版商向他提供了合同，让他写芝加哥大火或旧金山大地震，《约翰斯顿洪水》的出版商西蒙與舒斯特也提出了新合同。他不想继续写悲剧题材，决定瞄准布魯克林大橋历史，此即《大桥》（The Great Bridge，1972）一书。同时，在编辑的建议下，他打算再写一部巴拿马运河香相关作品。
《大洋之间》（The Path Between the Seas）在1977年出版，获美國國家圖書獎、弗朗西斯·帕克曼奖、考李留斯·雷恩新聞獎等。同年，卡洛前往白宫就《巴拿马运河条约》向吉米·卡特和美国参议院提供建议，卡特后来说，如果没有这本书条约可能不会通过。

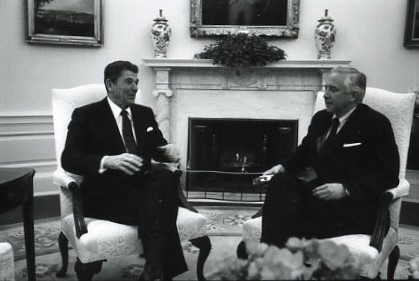
1981年与罗纳德·里根

麦卡洛的第四部作品《马背上的清晨》（Mornings on Horseback，1981）是他的第一部传记作品，表达了他的观点“历史是人的故事” 。它描绘的是美国第26任总统西奥多·罗斯福从童年到1886年的故事。该书再次获得国家图书奖，也获得了洛杉矶时报、纽约公共图书馆奖项。
接下来，他陆续出版了散文集《勇敢的伙伴》（Brave Companions，1991）和小说《杜鲁门》（Truman，1993年）。后者为他赢得第一个普利策奖和第二个弗朗西斯·帕克曼奖。1995年，这本书被改编为HBO的同名电视电影。
2001年，麦卡洛出版了《约翰·亚当斯》，也是一部畅销书，2002年获普利策奖。2008年，这部作品由HBO改编为同名迷你剧。
麦卡洛的《1776》（2005）讲述乔治·华盛顿和美国建国的故事，也是一部畅销书。他曾打算写《1776》的续集，但因与西蒙与舒斯特出版公司的合同改为《伟大的旅程》（2011），讲述马克·吐温和萨缪尔·摩尔斯等19世纪美国人的成就。
此后，麦卡洛又出版了《莱特兄弟》（2015）、《拓荒者》（The Pioneers；2019）。

## 个人生活

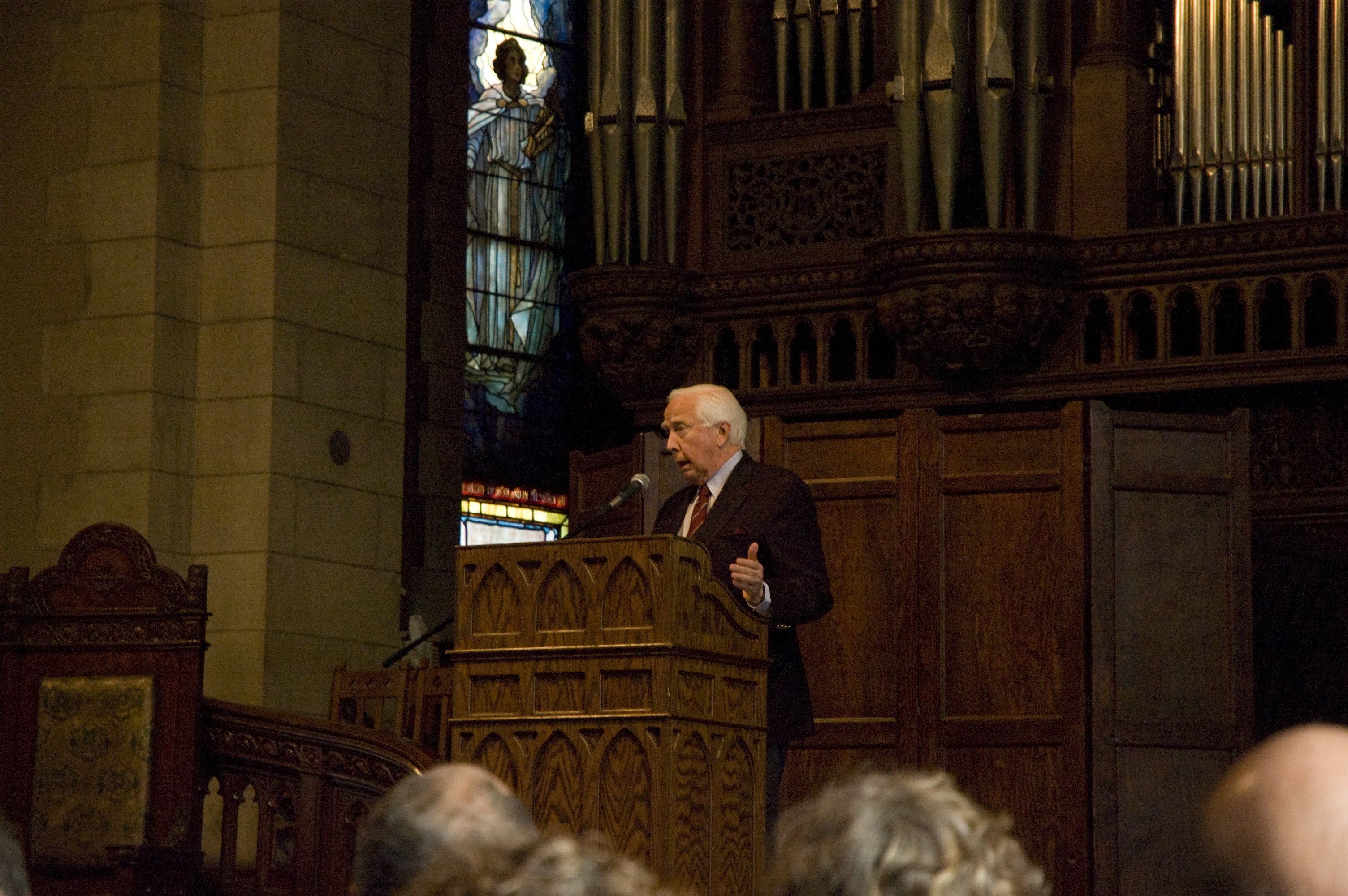
2008年麦卡洛在瓦萨学院演讲

1954年，麦卡洛与罗莎莉·巴恩斯（Rosalee Barnes）结婚，婚姻持续至2022年6月9日罗莎莉去世。他们有五个孩子。除去历史外，麦卡洛还喜欢运动和视觉艺术，包括水彩画和肖像画。
作为一名注册中間選民，麦卡洛一般不公开评论当代政治问题，表示“我的专长是死去的政客。” 2016年总统选举期间，他打破惯例批评唐纳德·特朗普，称特朗普是“一个自负的可怕小丑”。
麦卡洛于2022年8月7日在欣厄姆的家中去世，享年89岁。

## 荣誉

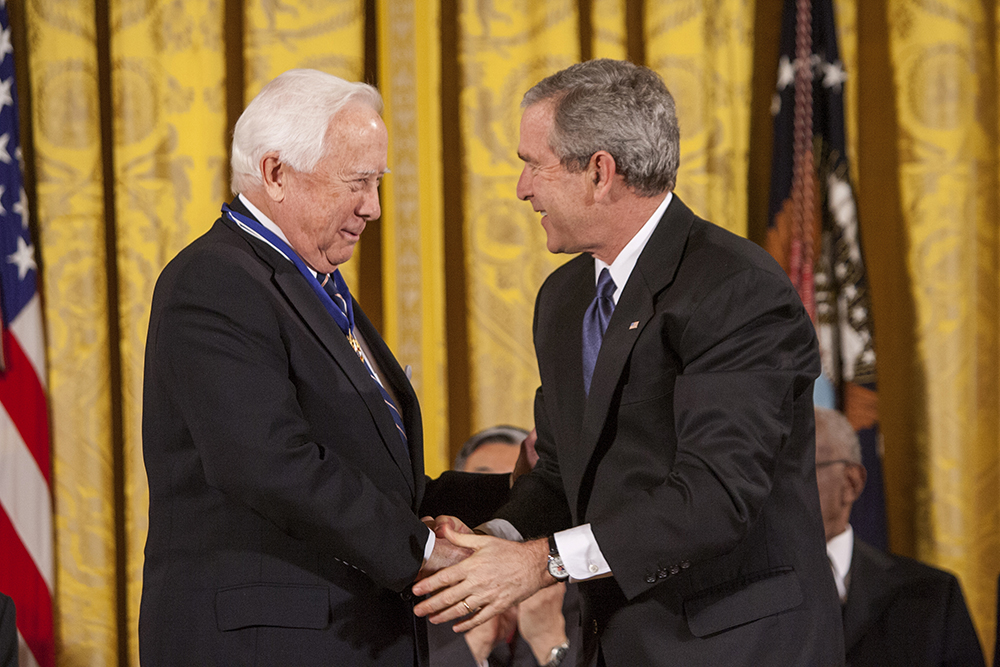
2006年，乔治·W·布什授予麦卡洛总统自由勋章

他的作品已以多种语言出版，并获得了众多奖项。1995年，美国国家图书基金会授予其终身美国文学杰出贡献奖。2006年12月，他获得总统自由勋章。
麦卡洛一生获得了40多个荣誉学位、两项普利策奖、两项国家图书奖、两项弗朗西斯·帕克曼奖、古根海姆奖等等。
1993年3月22日，麦卡洛在耶鲁大学举办了第一届约翰·赫西讲座。2003年，美国国家人文基金会选择麦卡洛主持杰斐逊讲座。
2012年12月，宾夕法尼亚州阿勒格尼县宣布将重新命名匹兹堡第16街大桥以纪念麦卡洛。 